# Buddhistiska Unionen i Finland
Buddhistiska Unionen i Finland (finska Suomen Buddhalainen Unioni, förkortad SBU) är en nationell paraplyorganisation för olika buddhistiska föreningar, samfund och fonder. Unionen är registrerad som ideell organisation och dess hemort är Helsingfors. SBU:s nuvarande ordförande är Irma Rinne.
Enligt sina stadgar ska unionen representera buddhistiska föreningar i Finland både på nationell och internationell nivå, underlätta buddhismens praktiserande i Finland, utöka medvetandet om religionen och delta i den allmänna diskussionen om världsåskådningar. Unionen har också varit med att skapa en läroplan för religionsundervisning i grundskolan och gymnasiet. Utbildningsstyrelsen har godkänt buddhismen som en möjlig religion i skolornas religionsundervisning.
Unionen grundades den 9 maj 2009 och dess verksamhetsområde är hela Finland. Unionens första ordförande var Jukka Hakala och de grundande föreningar var:
- Bodhidharma
- Buddhalainen Dharmakeskus
- Finnish-Thai Buddhist Association
- Helsinki Zen Center
- Buddhalainen yhteisö Triratna
- Suomen vietnamilaisten buddhalaisten yhdyskunta

Idag har unionen 12 olika medlemsorganisationer som representerar olika buddhistiska riktningar. SBU är medlem i den europeiska takorganisationen, Europeiska Buddhistiska Unionen.